# Snickers
Snickers ist ein Schokoriegel mit Karamell, Erdnüssen und einer weichen, weißen Nougat-ähnlichen Masse. Er wird vom US-amerikanischen Unternehmen Mars Incorporated vertrieben.

## Geschichte
Entwickelt wurde Snickers 1929 von Frank Mars (1883–1934) und seiner Ehefrau Ethel. Der Name stammt von einem Pferd der Familie. 1930 wurde der Riegel der Öffentlichkeit vorgestellt, heute ist er der meistverkaufte Riegel in den USA. 1968 wurden die Snickers-Riegel auch in Deutschland eingeführt. Bis 1990 wurde Snickers im Vereinigten Königreich und Irland unter dem Namen Marathon verkauft.
In den 1970er Jahren bewarb man in Deutschland Snickers mit dem Slogan „Snick’ dir ’nen Snickers“; in den 1980er mit „Snickers – wenn der Hunger kommt.“; in den 1990er Jahren mit „Wenn’s mal wieder länger dauert – schnapp’ dir ’n Snickers!“. Seit den 2000er-Jahren wird der Slogan „Snickers: Und der Hunger ist gegessen“ verwendet. Derzeit wirbt das Unternehmen in Werbespots mit dem Slogan „Du bist nicht du, wenn du hungrig bist“. Seit Ende 2016 existieren mehrere Werbespots mit Rowan Atkinson in seiner Paraderolle des Mr. Bean unter diesem Slogan.

## Erscheinung
Die Verpackung der Snickers-Riegel hat sich im Laufe der Jahre gewandelt: Während Snickers bis in die 1980er Jahre noch in eine vornehmlich rotbraune Papierhülle eingeschlagen war, wird er heute in einer weitgehend schokoladenbraunen Folienverpackung ausgeliefert. Als Nebensorten gibt es Snickers Cruncher, den Snickers Ice Cream Snack, das Snickers 2PACK mit zwei etwas kleineren Riegeln, den wesentlich kleineren Snickers mini sowie den Snickers Maximus ohne weiße Masse, aber dafür mit mehr Erdnüssen und Karamell.

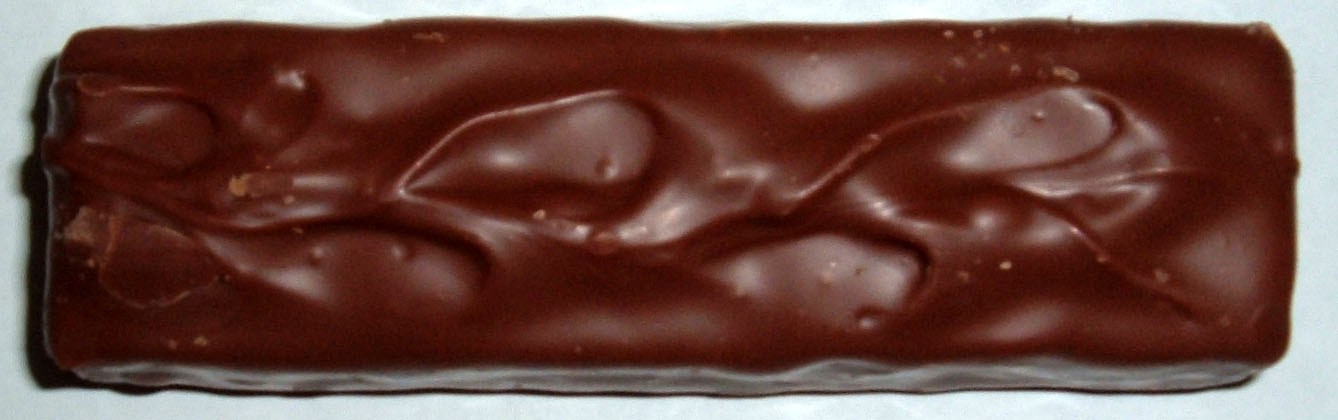
Snickers
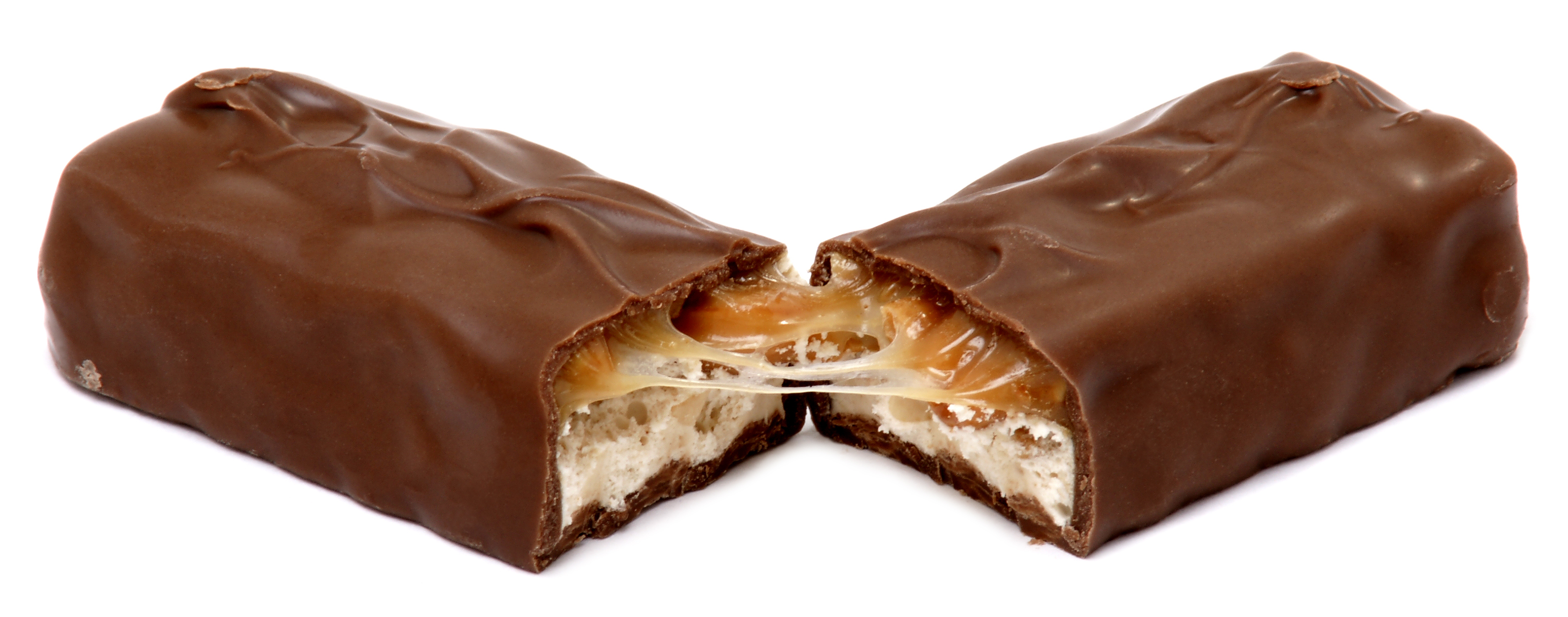
Snickers, geteilt

## Inhaltsstoffe und Nährwert
Zucker, Glukosesirup, Erdnüsse, Magermilchpulver, Kakaobutter, Kakaomasse, Sonnenblumenöl, Milchzucker, Butterreinfett, Süßmolkenpulver, Palmfett, Salz, Emulgator, Hühnerei-Trockeneiweiß, Milcheiweiß, natürlicher Vanilleextrakt.

## Nachahmungen
Verschiedene Discounterketten und Detailhändler bieten in ihren Märkten Nachahmungen des Snickers-Riegels an. Die Namen dieser Nachahmungen sind beispielsweise Peanut Bits (Aldi Nord), Racer (Aldi Süd), Blox Peanuts (Migros) und Nut Star (Kaufland).